# Ernst Jerusalem
Ernst Traugott Jerusalem (* 15. Mai 1845 in Leipzig; † 2. Oktober 1900 in Schreiberhau) war ein deutscher Journalist, Schriftsteller und Politiker.

## Leben
Als Sohn eines Bürgers, Stadtrats und späteren Bezirksgerichtsrats geboren, studierte Jerusalem nach dem Besuch des Leipziger St. Thomae Gymnasiums Philosophie, Mathematik und Naturwissenschaften in Leipzig. Während seines Studiums wurde er 1864 Mitglied der Burschenschaft Arminia Leipzig. 1865 unternahm er längere Reisen durch Nord- und Südamerika. Nach seiner Rückkehr konnte er aufgrund einer Krankheit sein Studium nicht fortsetzen und wurde Schriftsteller und Journalist. So arbeitete er ab 1873 als Redakteur bei der Allgemeinen Zeitung in Hildesheim und war zwischen 1874 und 1879 Redakteur bei der Hessischen Morgenzeitung in Kassel.
Von 1879 bis 1883 war er in Leipzig Sekretär des Reichsvereins der Organisation der Nationalliberalen Partei. Er nahm das Studium wieder auf und wurde 1885 zum Dr. phil. promoviert. Von 1884 bis 1887 war er als Generalsekretär der Nationalliberalen Partei in Berlin tätig. 1894 wurde er Redakteur in Schreiberhau, 1895 in Sangerhausen. Über viele Jahre war er schriftstellerisch tätig.
Er war verheiratet mit Alida Klara von Safft, Tochter des Julius von Safft. Sein Sohn war Peter Benedix.

## Veröffentlichungen (Auswahl)
- Die Borgia. Drama in fünf Acten. Leipzig 1870. (Online)
- Reclame. Lustspiel. Leipzig 1881.
- Ueber die Aristotelischen Einheiten im Drama. Dissertation Universität Leipzig 1885.